# Un œil sur mon bébé
Pour plus de détails, voir Fiche technique et Distribution.
Un œil sur mon bébé (Stolen from the Womb) est un téléfilm thriller dramatique américain réalisé par Terry Ingram, diffusé en 2014.

## Synopsis
Diane et Rob King attendent un enfant, sont un couple amoureux et sont riches et appréciés.
Chelsey et Jesse sont un couple qui bat de l'aile, attendent leur cinquième enfant, les quatre autres étant décédés avant la naissance.
Chelsey devient amie avec Diane. Quand Chelsey fait de nouveau une fausse couche, elle prévoit d'enlever l'enfant de Diane et de s'échapper avec lui.

## Fiche technique
- Titre original : Stolen from the Womb
- Titre français : Un œil sur mon bébé
- Réalisation : Terry Ingram
- Scénario : Jennifer Notas Shapiro et Vivian Rhodes, d'après une histoire de Vivian Rhodes
- Direction artistique : Rick Whitfield
- Costumes : Beverley Wowchuk
- Photographie : Ron Stannett
- Montage : James Ilecic
- Musique : Matthew Rogers
- Production : Jamie Goehring
- Société de production : Lighthouse Pictures
- Société de distribution : Lifetime Television
- Pays d'origine :  États-Unis
- Langue originale : anglais
- Format : couleur
- Genre : thriller dramatique
- Durée : 84 minutes
- Dates de diffusion :
  - États-Unis : 21 juin 2014 sur Lifetime
  - France : 29 septembre 2014 sur TF1

## Distribution
- Laura Mennell (VF : Charlotte Marin) : Chelsey Miller
- Larisa Oleynik (VF : Ingrid Donnadieu) : Diane King
- Sebastian Spence (VF : Damien Boisseau) : Rob King
- Tammy Gillis (en) (VF : Edwige Lemoine) : Paula
- Corey Sevier (VF : Thomas Roditi) : Jesse Miller
- Jeb Beach : Terry
- Adam Abrams : Docteur Chang
- Jessica Harmon : Vivian
- Olivia Cheng (en) : Nicole

Source et légende : Version française (VF) selon le carton de doublage.

## Accueil
Le téléfilm a été vu par 1,411 million de téléspectateurs lors de sa première diffusion aux États-Unis.